# Piratpartiet
Piratpartiet er et svensk politisk parti, der agiterer for gennemgribende indskrænkninger i ophavsrettens omfang og varighed samt styrkelsen af den personlige frihed.
Partiet blev grundlagt d. 1. januar 2006 af Rickard Falkvinge og opnåede hurtigt en betydelig popularitet, der afstedkom, at lignende partier opstod i en række andre europæiske lande, herunder også i Danmark. Ser man på medlemstallene alene var Piratpartiet i april 2009 det tredjestørste parti i Sverige.
Partiet opnåede 0,65 % af stemmerne ved valget i 2010 og er derfor ikke repræsenteret i Sveriges riksdag. De har imidlertid to repræsentanter i Europaparlamentet efter at have fået 7,1 % af stemmerne ved Europaparlamentsvalget 2009.
Partiet har sin største vælgergruppe blandt yngre mænd, særligt i aldersgruppen 20-29 år. Relativt få kvinder støtter partiet.

## Politisk platform
Piratpartiet mener, at ophavsretten skal være et kompromis mellem samfundets behov for at sprede kundskab og behov for incentiver til at skabe og videreudvikle kultur. De mener imidlertid, at dagens system er i ubalance, og at der foregår "et udbredt og systematisk misbrug af dagens ophavsret" med det formål at begrænse adgangen til kultur. Partiet ønsker derfor at legalisere fildeling til ikke-erhvervsmæssige formål og indføre et forbud mod DRM. Samtidig mener partiet, at den nuværende beskyttelsesperiode på kulturelle frembringelser på kunstnerens livstid plus 70 år er absurd og går derfor ind for at reducere denne til fem år efter publikationstidspunktet.
Partiet er generelt modstandere af patenter og i særlig grad patenter på lægemidler. Piratpartiet argumenterer med, at patenter fører til, at hundredetusindvis af fattige over hele verden ikke har råd til livsvigtig medicin, og at medicinsk forskning fokuserer på mindre vigtige ting som livsstilssygdomme i stedet for livstruende sygdomme som malaria, samt at patenterne gør, at offentlige sundhedsbudgetter bliver unaturligt høje. Partiet vil derfor på sigt afskaffe patenter på lægemidler og hellere finde alternative måder at finansiere medicinsk forskning på.
Piratpartiet er også modstandere af softwarepatenter og mener, at disse hæmmer den tekniske udvikling i IT-sektoren. De mener, at sådanne patenter særligt rammer små og mellemstore virksomheder, og at der på sigt må være et forbud mod patentering af software..
Piratpartiets tredje hovedsag er den personlige frihed. Piratpartiet mener, at aflytning af e-post, sms og andre kommunikationsmidler bør forbydes på samme måde som det er forbudt at læse andres breve. Partiet er også imod EUs datalagringsdirektiv og ønsker reformer af unionen, som de mener mangler transparens og åbenhed. Piratpartiet tager dog ikke stilling til, om Sverige bør være medlem af EU eller ej.

## Partiformand
| Partiformand     | År        | Næstformand                              | Partisekretærer               |
| ---------------- | --------- | ---------------------------------------- | ----------------------------- |
| Rick Falkvinge   | 2006-2011 | Christian Engström (2008-2009)           |                               |
| Rick Falkvinge   | 2006-2011 | Anna Troberg (2009-2011)                 | Mårten Fjällström (2007-2010) |
| Anna Troberg     | 2011-2014 | Marit Deldén, Henrik Brändén (2013-2014) | Jan Lindgren (2011-2014)      |
| Anna Troberg     | 2011-2014 | Marit Deldén (2014)                      | Henrik Brändén (2014)         |
| Ledig            | 2015-2016 | Ledig                                    | Ledig                         |
| Magnus Andersson | 2016-     | Mattias Bjärnemalm (2016)                | Anton Nordenfur (2016-2017)   |
| Magnus Andersson | 2016-     | Katarina Stensson (2017-)                | Mattias Rubenson (2017-)      |